# Maison Vaamonde
La Maison Vaamonde, également connue sous le nom d'Ancienne caserne de carabiniers, est une demeure d'origine gothique et d'architecture Renaissance située dans le centre historique de la ville espagnole de Pontevedra.

## Situation
La maison est située à l'angle des rues Amargura et Isabelle II, dans la partie haute et ouest de la vieille ville, à proximité de la basilique Sainte-Marie-Majeure.

## Histoire
Cette maison noble est l'une des plus anciennes constructions civiles de la ville. Elle appartenait à l'origine à la famille Vaamonde ou Ba(h)amonde et a été construite entre la fin du XVe siècle et le début du XVIe siècle, vers 1500. Elle a été érigée dans l'un des endroits les plus importants de la ville à l'époque, à l'angle de la rue principale connue sous le nom de Rue Açougue (aujourd'hui Rue Isabelle II).
La famille Vaamonde s'est étendue du nord de la Galice au reste de la péninsule ibérique et, à Pontevedra, elle était liée à d'importantes lignées.
Il ne reste qu'une partie de la maison noble initiale de plus grandes dimensions qui, au XVe siècle, occupait l'espace entre l'Eirado de Santa María et la rue Amargura. Au XIXe siècle, la maison était la caserne du corps des carabiniers et le siège du commandement des carabiniers de Pontevedra, dont la fonction initiale était de surveiller les côtes et les frontières. Au XXe siècle, dans les années 1950, la maison a abrité une école primaire.

## Description
La maison comprend un rez-de-chaussée et deux étages correspondant à trois sections délimitées par des bandes horizontales de granit. Sur la façade principale, la porte d'entrée est précédée de trois marches en pierre. Elle présente un arc en accolade à deux lobes, avec un petit blason divisé en deux dans la clé de voûte. La moitié gauche du blason (qui présente un casque avec un panache d'une seule plume) est ornée d'une bande de huit ordres correspondant à une lignée inconnue et l'autre moitié d'une bande de trois et neuf ordres, armoiries primitives de la famille Vaamonde.
Sur cette façade, il y a deux fenêtres au premier étage, celle de gauche avec un arc en accolade sculpté sur un linteau et décoré d'entrelacs et une autre fenêtre à balcon sur le corps supérieur. Sur la façade latérale de la rue Isabelle II, il y a une fenêtre avec un arc surbaissé décoré de fleurons au rez-de-chaussée, deux autres fenêtres au premier étage et trois autres (dont deux balcons) à l'étage supérieur.
La corniche au sommet des façades est décorée de demi-sphères ou de boules en pierre, un élément typique de l'architecture de la Renaissance à Pontevedra, que l'on retrouve également sur la corniche de la Maison des Cloches.
Le blason de la maison voisine porte également les armoiries de la famille Vaamonde, ainsi que celles de la famille Mariño (trois vagues) et des familles Andrade et Menelao (un aigle).

## Galerie d'images

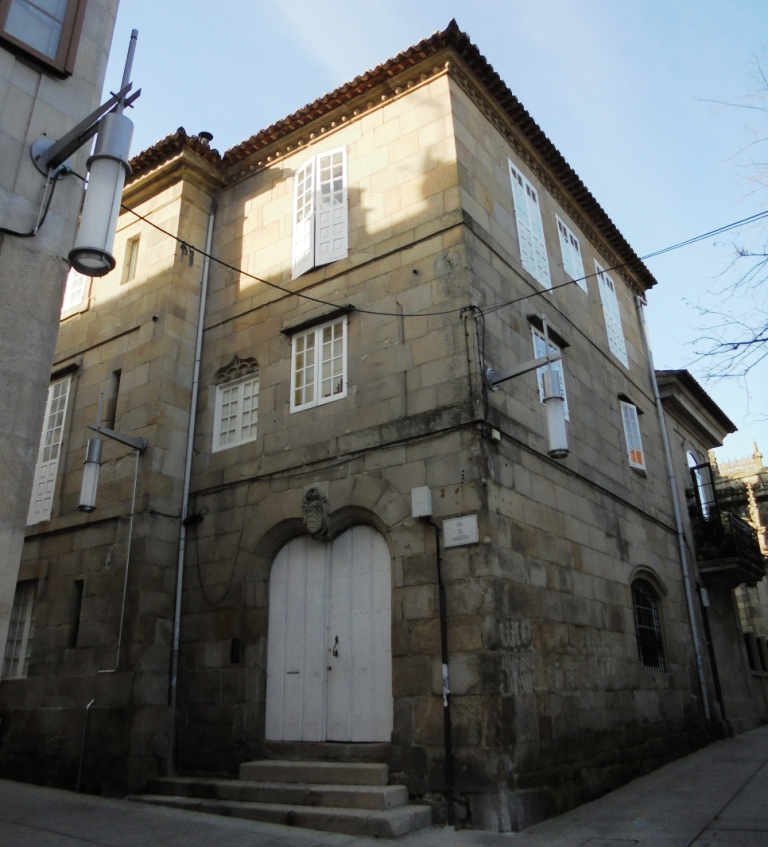
Façades
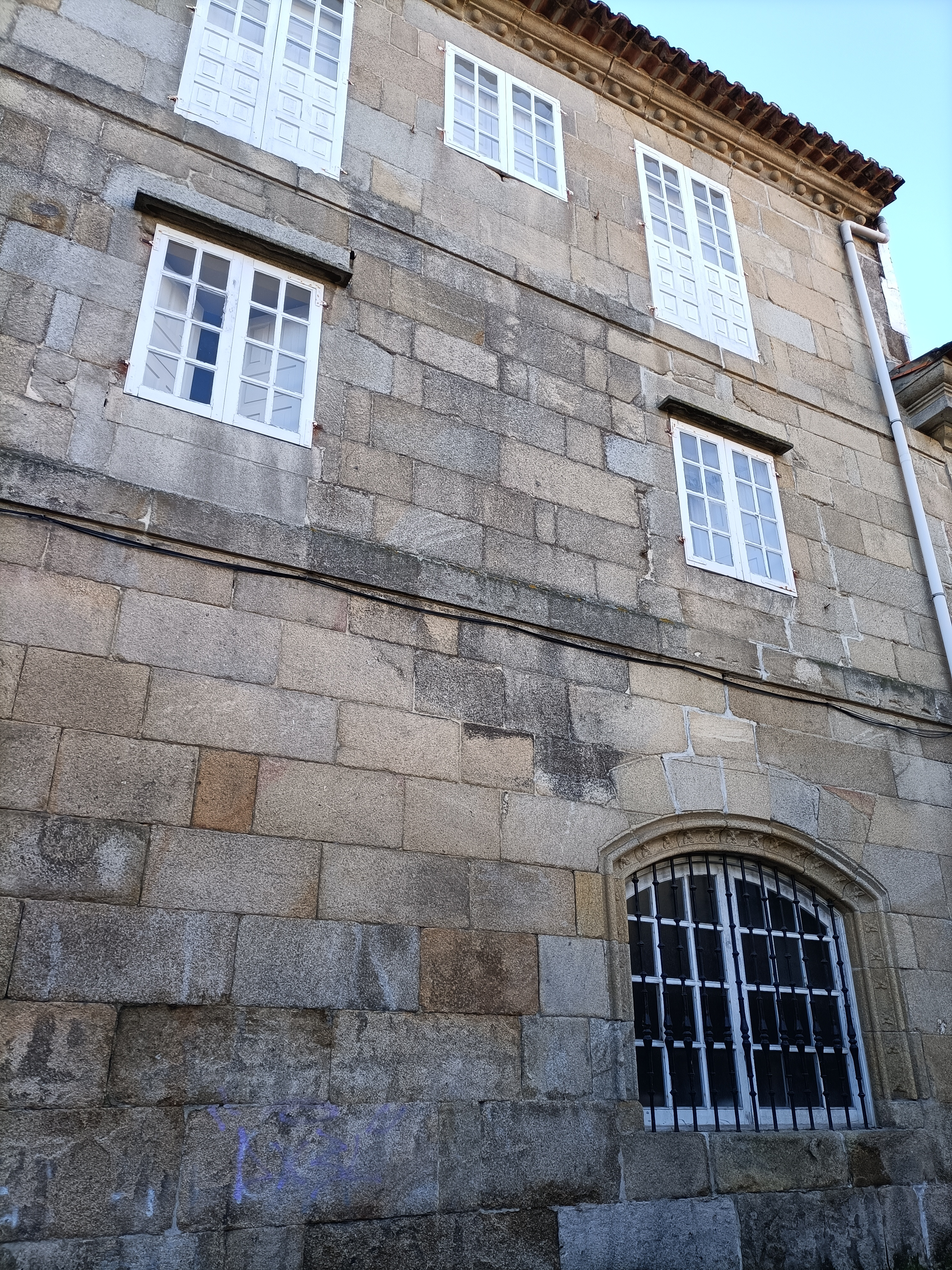
Façade latérale de la maison Vaamonde
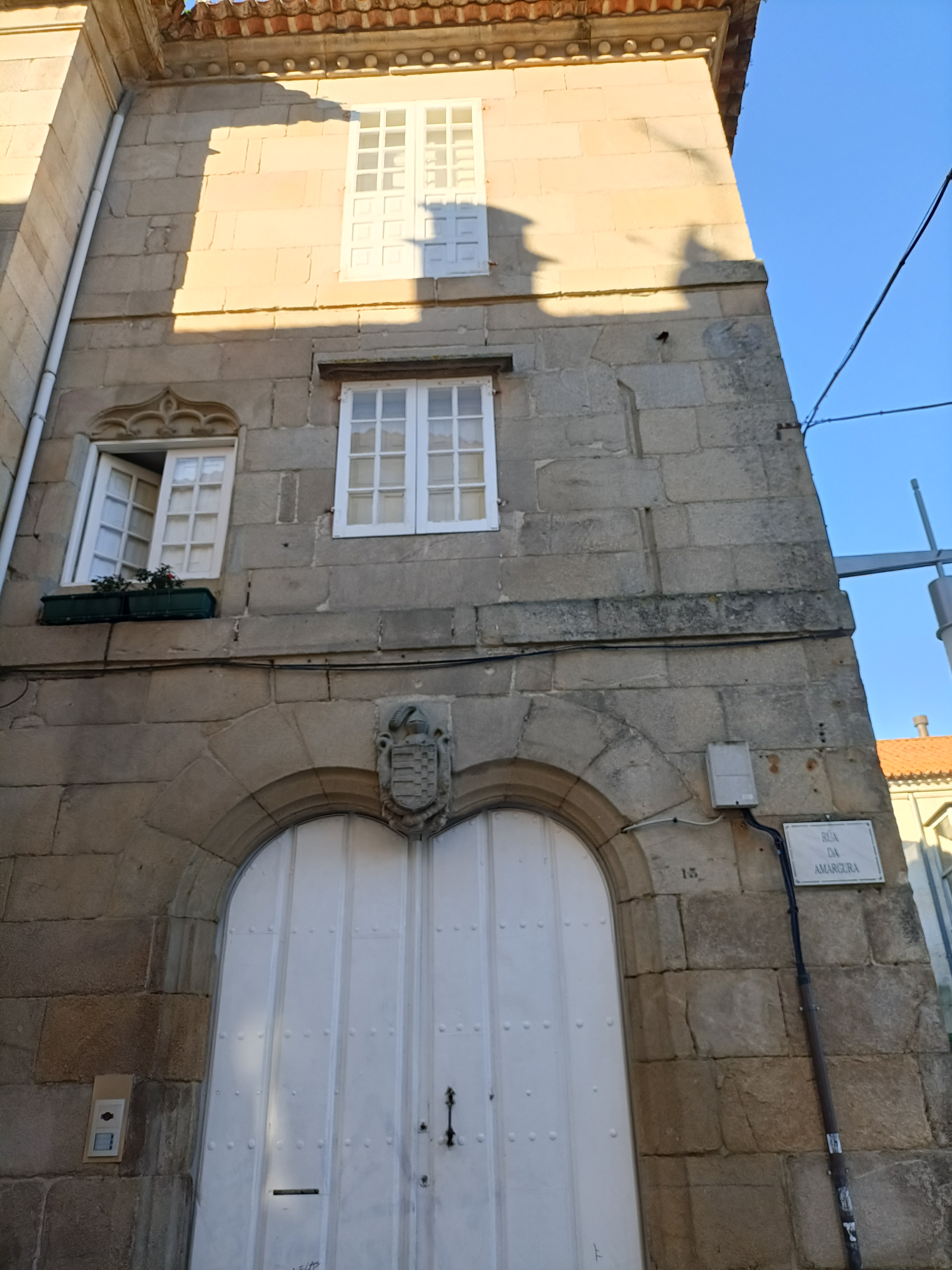
Façade avec fenêtre à arc en accolade décorée d'entrelacs
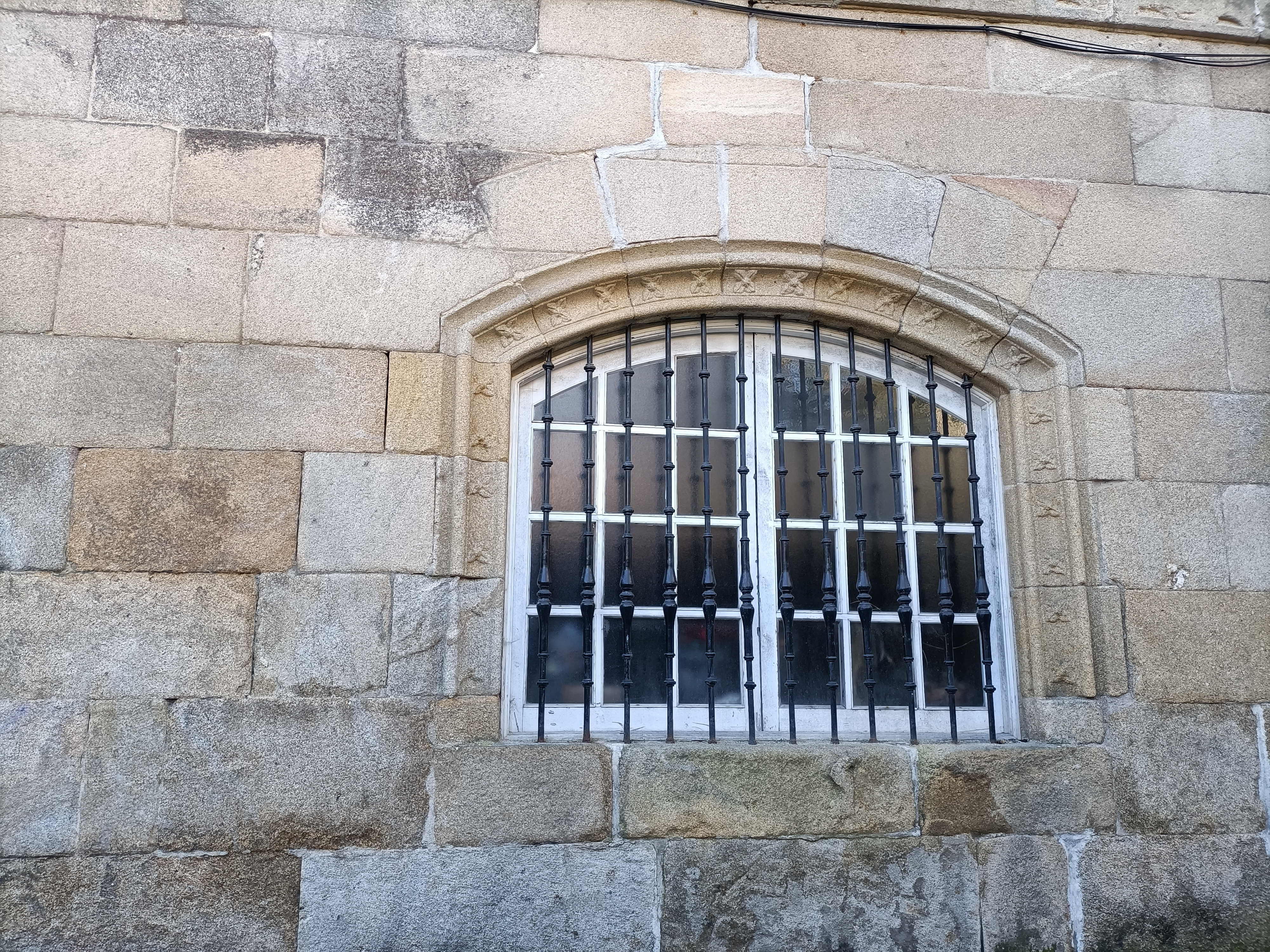
Fenêtre avec sa décoration de fleurons
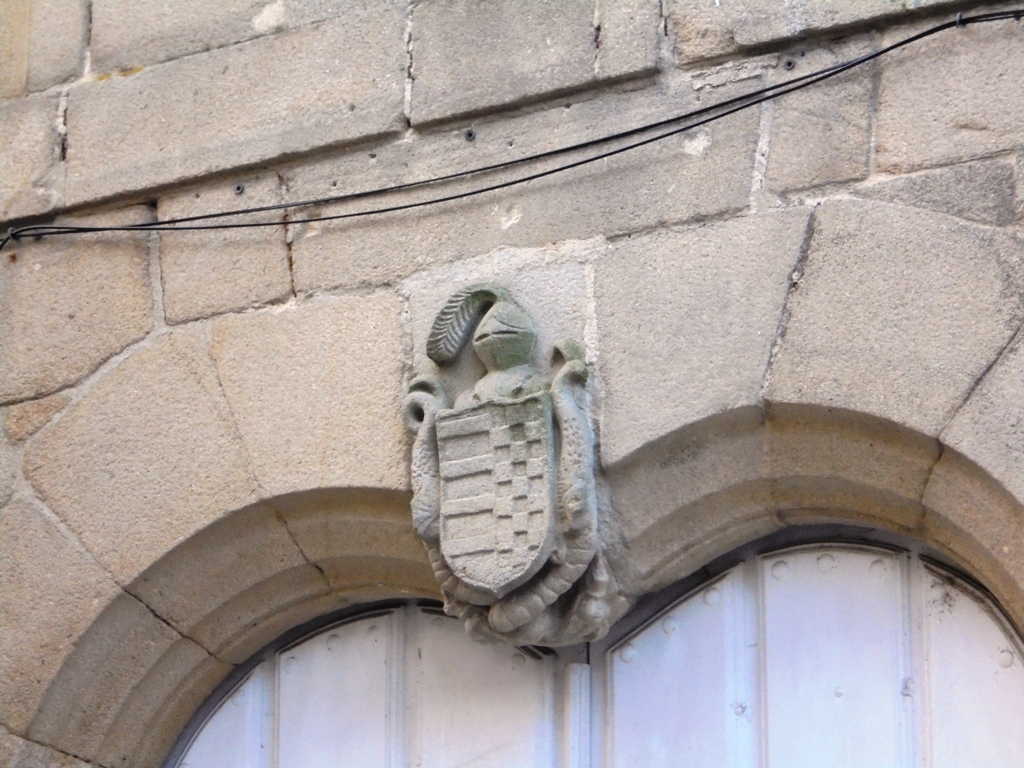
Armoiries de la Maison Vaamonde
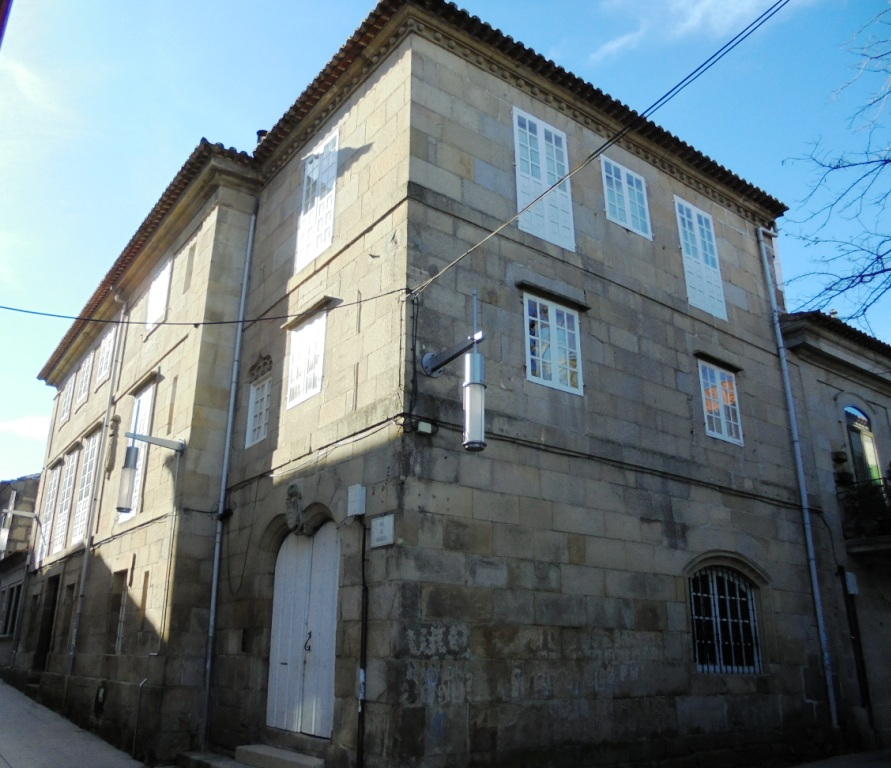
Façade latérale de la maison Vaamonde
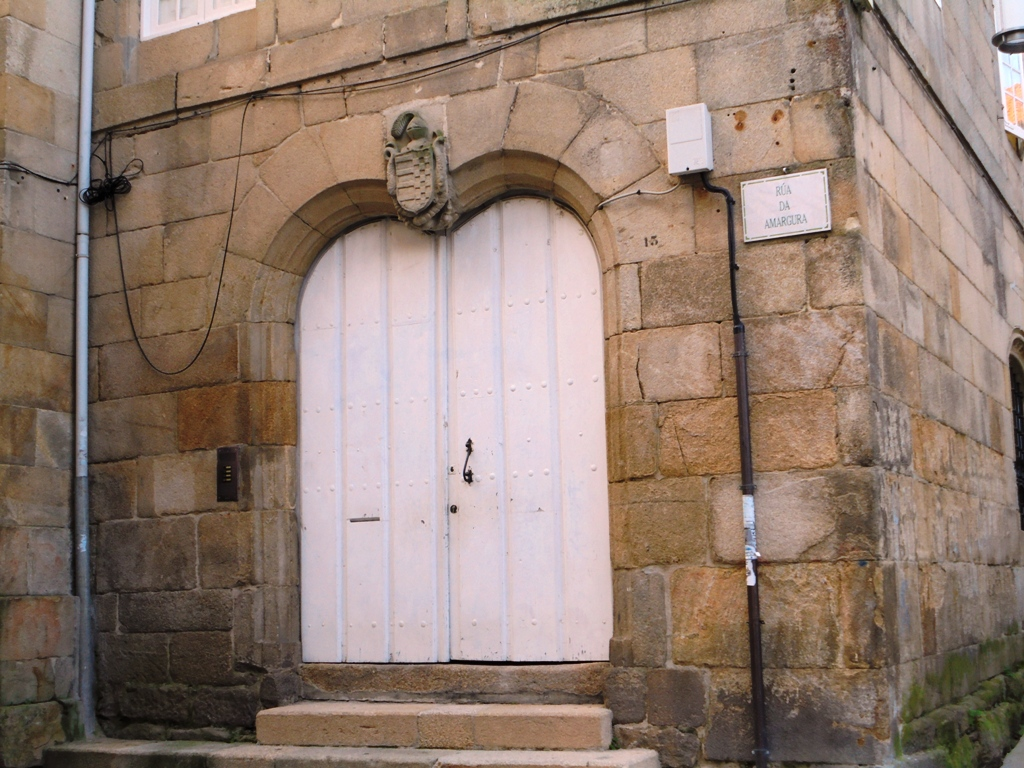
Façade Renaissance
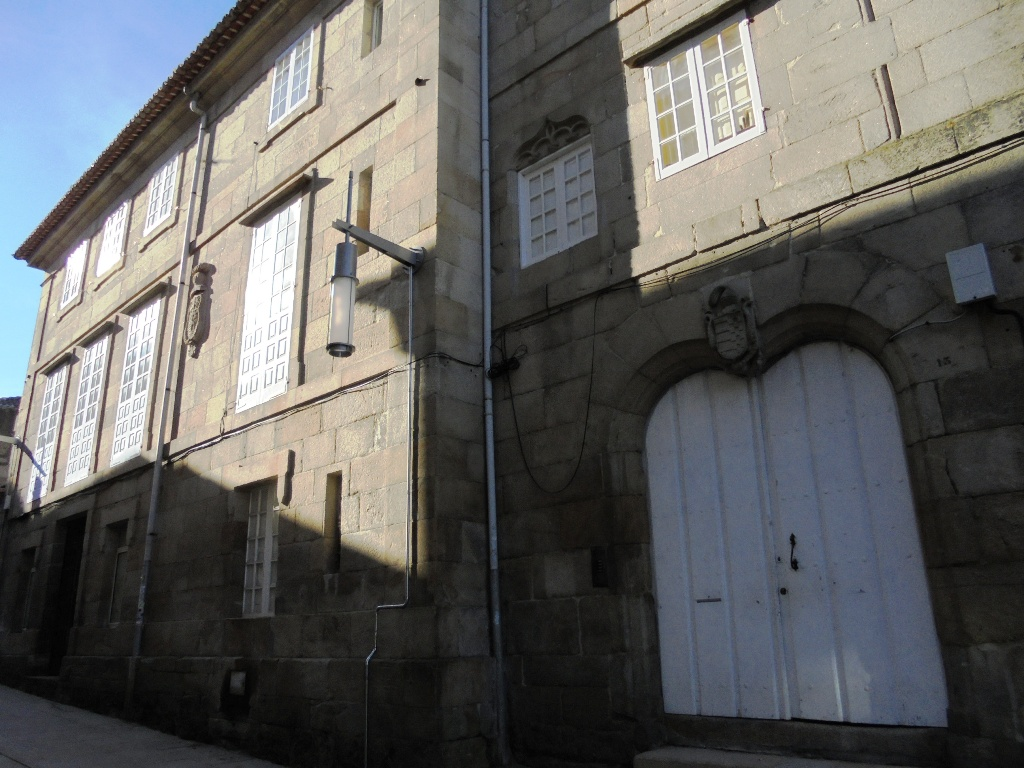
Façade principale attenante à la maison voisine
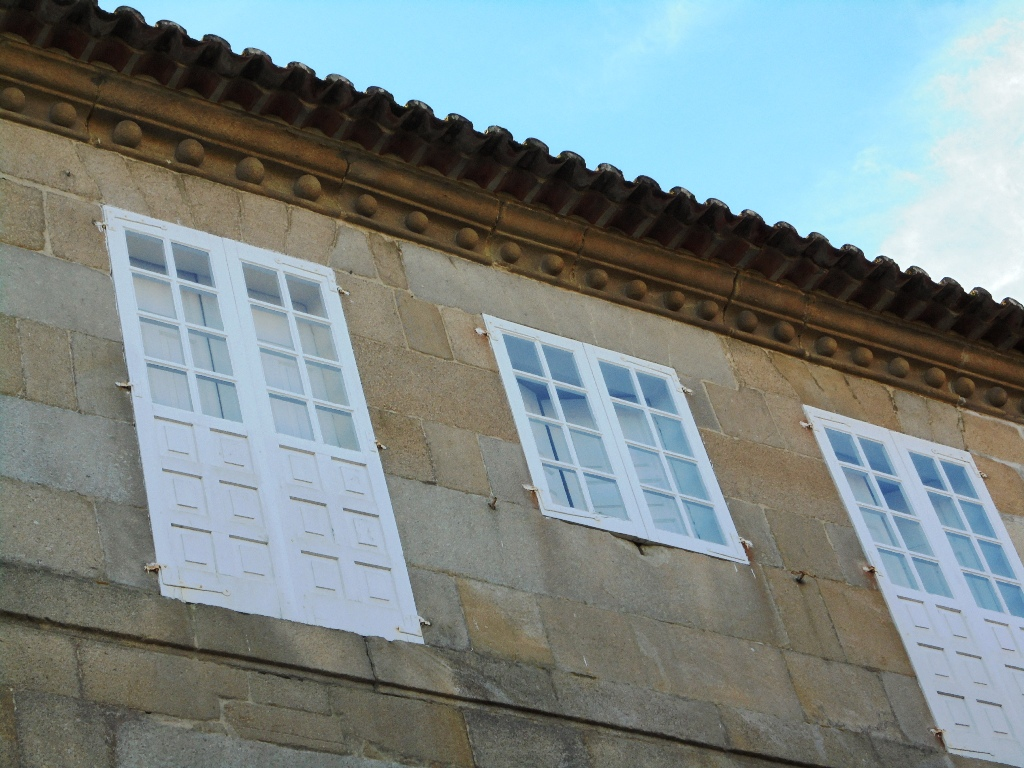
Décoration Renaissance en forme de boules sur la partie supérieure de l'une des façades
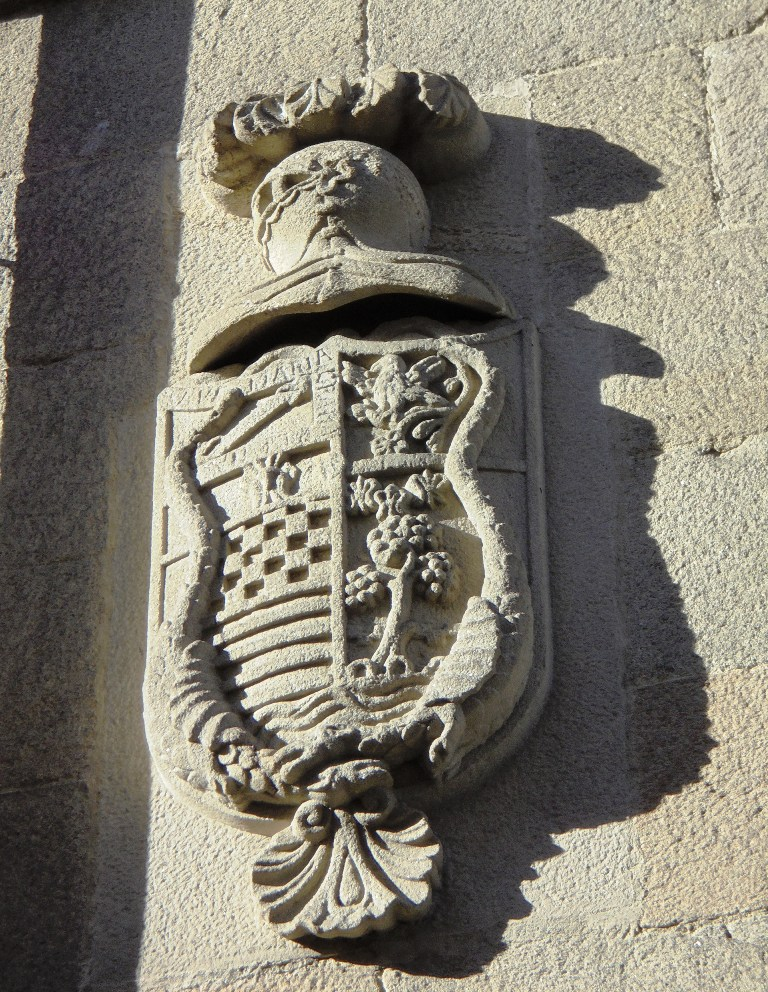
Armoiries de la maison mitoyenne
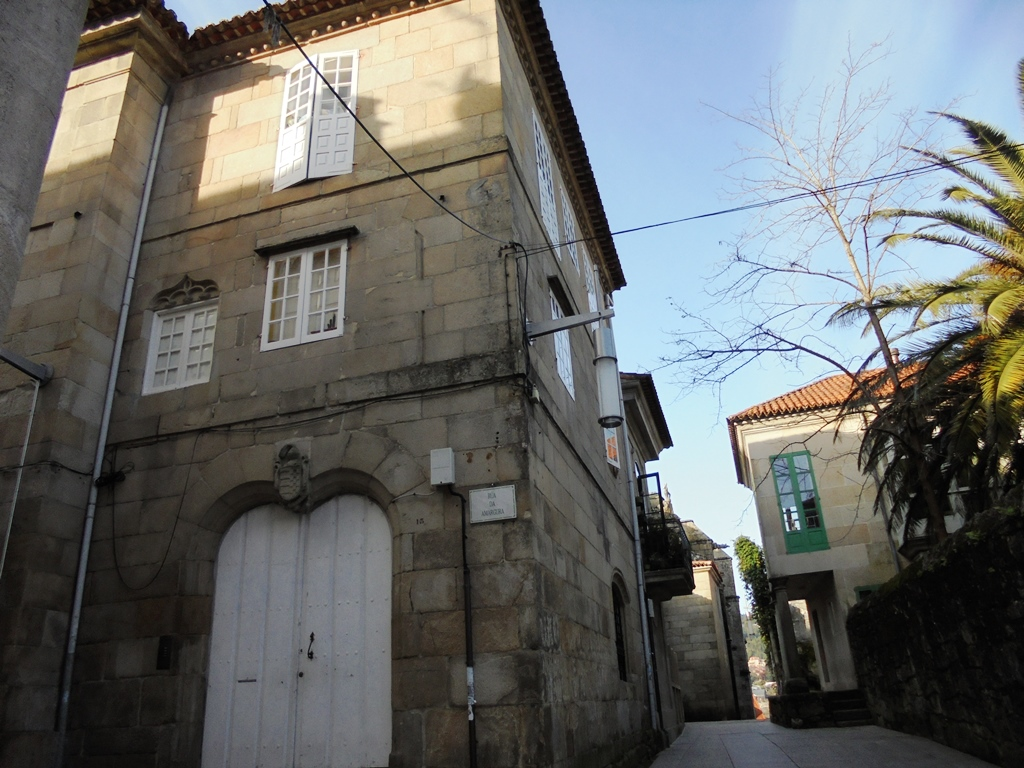
Façade principale